# 甲本ヒロト
甲本 ヒロト（こうもと ヒロト、本名：甲本 浩人〈こうもと ひろと〉、1963年〈昭和38年〉3月17日 - ）は、日本のミュージシャン、シンガーソングライター、歌手。ラウンド・アバウト、ザ・コーツ、THE BLUE HEARTS、ヒューストンズ、THE HIGH-LOWSを経て、2006年よりザ・クロマニヨンズ、2019年よりブギ連のボーカリストを務める。
身長174 cm、血液型O型。既婚。俳優の甲本雅裕は実弟。

## 来歴
両親はクリーニング店を経営していた。岡山大学教育学部附属小学校・岡山大学教育学部附属中学校を経て、岡山県立岡山操山高等学校卒業。卒業間際の1980年、亀山哲彦らに誘われ、ラウンド・アバウトに加入し岡山で活動。ほどなく法政大学経済学部経済学科に進学し、上京。自ら奨学金を得、渋谷区幡ヶ谷四畳半14000円のアパートに住む。大学は2年の時に中退。
ラウンド・アバウトは1982年頃に解散し、ザ・コーツを結成するが、1984年に解散。
1985年、真島昌利らとTHE BLUE HEARTSを結成。1987年にシングル「リンダリンダ」で、メルダックからメジャー・デビューした。1994年、THE BLUE HEARTSは活動休止。1995年に解散を発表した。THE BLUE HEARTSが活動休止中（実際には解散状態）の1995年、ソロアルバムを制作し、ジャケットデザインやレコーディングも完了していたが、前所属事務所との契約上のトラブルにより未発表に終わった。真島と共に有限会社HAPPY SONGを設立。 1997年9月には、真島と共に資金を出して機材倉庫を改装して造られた、アトミック・ブギー・スタジオが完成。
1995年、真島に誘われTHE HIGH-LOWSを結成。10月25日、シングル「ミサイルマン」、アルバム「THE HIGH-LOWS」を同時発表。2005年に活動休止を発表。
2006年春、真島らとザ・クロマニヨンズを結成、7月23日を皮切りに大型ロック・フェスの出演とツアーを敢行した。9月20日にシングル「タリホー」を発表。同年7月には、ソロ・シングル「真夏のストレート/天国うまれ」を発表。ギターのみならず、ベースやドラムスなど、ほぼ全てのパートを一人で演奏。
2007年10月に急性疾患に罹り、予定していたライブを延期する事態となったがその後、復帰。
2017年7月にバイクで転倒し鎖骨、肋骨を骨折。予定していたライブを延期する事態となったがその後復帰し、アームホルダーで腕を吊りながらライブを行った。
2019年、内田勘太郎とブギ連を結成、6月26日にアルバム「ブギ連」を発表。

## 音楽
中学生時代、マンフレッド・マンのDoo Wah Diddy Diddyに衝撃を受け、「中学を卒業したら高校へは行かずに、上京してロックンローラーになりたい」と親に言うも、反対される。ローリングストーンズやセックス・ピストルズからも影響を受けている。
シド・ヴィシャスの影響で元々はベーシストに憧れていたが、「誰にでも出来る」という理由でボーカリストになった。高校3年生の夏休みに、ボーカルが抜けた友人のバンド、ラウンド・アバウトに誘われて加入。これがバンド初体験だった。
THE BLUE HEARTS初期は荒削りな歌声だったが、アルバム「BUST WASTE HIP」以降、THE HIGH-LOWSまでは歌い方が変わっている。だが、ザ・クロマニヨンズからは再び、THE BLUE HEARTSの頃を彷彿させるような、がなり立てる歌い方をする曲もある。曲によっては、ギター、10穴ハーモニカ（H0HNER社製のSpecial 20を愛用）を演奏する。ハーモニカを始めるきっかけは、ドクター・フィールグッドのレコードを聴いて、自分でも出来そうな気がしたからという。
パンクやロックだけでなくブルースも好きで、インタビューや歌詞に、マディ・ウォーターズ、サニー・ボーイ・ウィリアムスン等のブルースシンガーの名前がよく出てくる。
最初に音楽を始めるきっかけとなったのは、岡山に大好きなシーナ&ザ・ロケッツがツアーで来た際、親に「不良が多いからダメだ」と言われ、ライブには行けなかったが諦めきれず、ライブ後にシーナ&ロケッツがラジオ番組に出ると聞いて放送局の裏口に父親と一緒に待ち伏せし、「サインをください」と駆け寄ったエピソードが有名。その際、鮎川誠とシーナに初めてラジオ局の中に連れて行ってもらいラジオ放送を見学後、鮎川に「僕、まだロック未体験ですけど、僕にもロックンロールが出来るような気がするんです」と発言。「大丈夫。きっと出来るよ!」と強く言われたことが、THE BLUE HEARTS結成のきっかけである。下北沢の老舗中華料理屋「珉亭」でバイトしていたのも、鮎川とシーナが下北沢に在住していたということからだった。さらに1995年のTHE HIGH-LOWS結成前夜には、「今、新しいことをしようって思っていて、だからもう一度、二人に会ってみたかった」と、ヒロトの希望により鮎川誠とシーナとの対談が初実現した喜びを音楽雑誌「PATI PATI ROCK'N'ROLL」の誌面で語っている。THE BLUE HEARTSの1stアルバムはシーナ&ザ・ロケッツの奈良敏博、浅田孟（ベース）がプロデュースに関わっている他、2014年のシーナ&ザ・ロケッツのオリジナル・アルバム『ROKKET RIDE』の発売に際しては「憧れです。シーナ&ザ・ロケッツに憧れない奴なんかいるのか? 全てのロックンロール小僧に勇気を!!」と祝福コメントを出している。

### 歌詞
平易な言葉を使い、誰でも一度は心に思ったことがある心情を表現している。
バンド、年代によってテイストが微妙に変わっており、THE BLUE HEARTS初期〜中期では飾り気なくストレートな歌詞が人気を博し、THE BLUE HEARTS後期からTHE HIGH-LOWS、ザ・クロマニヨンズの現在に至るまで、初期からの平易な言葉遣いは一貫している。
バイク（「MONKEY」「ピストン」「49cc」「おれ今日バイク」）、釣り（「テトラポットの上」「ユウマヅメ」）、NBA（「フルコート」）、ルチャリブレ（「Born To Be Pooh」「メキシコの星」）など、好きなものをモチーフにした歌詞がある。 

### 真島昌利との関係
THE BLUE HEARTS結成以前は、甲本はザ・コーツ、真島はTHE BREAKERSと、別のバンドで活動していたが、その頃から顔見知りであった。
真島とはTHE BLUE HEARTSから、30年以上バンドを組み続けている。甲本のインタビューによれば、若い頃から、将来は親の世話になろうと思っていて、働く気の無かった自分を、真島が「お前はやれば出来る子なんだよ！」と、叱咤激励し続けてきたと語っている。また、上京して友達がなかなか出来なかった甲本にとって、誰より自分を理解してくれた真島を、「自分にとって特別な存在だから、彼の期待を裏切りたくない」と言っている。真島とはプライベートでの交流も盛んであり、休日には二人で中古レコード店を回ったりすることもある。2013年2月8日放送の「ミュージャック」（関西テレビ）で、真島と一緒に東京ディズニーランドに行った際、チップのグリーティングに割り込んで写真を撮ろうとして、チップに注意されたエピソードを披露した。また、外出先で偶然、真島と遭遇することも頻繁にあるという。かつて笹塚で同居していた頃、朝起きて映画館まで歩いて行くと、中から真島が出てきたことがあったり、レコード屋で遭遇したりするといい、一度ロンドンのポートベッロでばったり会ったことがある。
THE BLUE HEARTS結成直後、真島とバンドの今後について話し合いをしていたところ、突然、「『バッテンロボ丸』の再放送が観たい」と言って自分の部屋に戻ってしまった。これに真島は激怒し、甲本の部屋に突入すると、甲本が「ちょっと待って、この番組が終わってから」と言ったその時、真島がテレビのコンセントをブチッ！と抜き、甲本に「こんなもの（テレビ）があるからいけないんだ！」と言ってテレビを撤去し、隣りに住んでいた山川のりをの部屋に持っていってしまった。普段は温厚な真島のあまりの激高ぶりにショックを受けた甲本は、信用を取り戻すため、「ブルーハーツのテーマ」「リンダリンダ」を制作した。特撮やアニメなどテレビの子供番組が大好きな甲本にとってはショックだったものの、他人と一緒に何かをやって行く時に大事な態度や考え方を学ぶ機会になった。

## 人物・エピソード
安美錦の大ファンで親交があり、共に対談を行ったり、断髪式に出席したりする間柄。
作曲に関して本人は「常時スランプ」と2017年の安美錦との対談で語っており、1曲作ると「もう出てこないな」「出てこなかったらバイトするしかないな」と毎回思っていたという。
かつてライブ中に下半身を露出したりなど過激なパフォーマンスも行っていた。
好物はハムと豆。「ナッツ」ではなく「ビーンズ」が好きだという。
幼少時代のあだ名は「ボケ作」（小学校の担任教師が名づけた）。
子供の頃、桃太郎少年合唱団に所属していて賛美歌などを歌っていたといわれるが、過去の定期演奏会パンフレットや名簿、記念誌などに彼の名前は存在しない。
小学校の夏休みの宿題に爪楊枝を折って「歯の裏をほじれるツマようじ」として提出した。毎年、夏休みの宿題を提出していなかったヒロトは、参観日の日に母親に褒めてもらえると期待していたが、作品に気付いてもらえなかった。それを聞いた真島は、「他の人の作品の部品が転がってると思ったんじゃない?」と追い討ちをかけた。
高校時代は剣道部。
実家はクリーニング店「ドライ甲本」を経営していた（2013年現在は閉店）。父について、「父親はアイロンを握っている姿が一番カッコよかった」と語っている。また、店内には本人のポスターが飾られており両親が訪れたファンに接していた。
上京を志した時、父親を説得できなかったため激昂し殴りかかってしまい、泣きながら謝罪したと語っている。後に高校卒業後、大学進学を口実に上京した。
初めて買ったレコードは、西城秀樹『薔薇の鎖』。本当は、『激しい恋』を買うつもりが間違えた。
インタビューなどで雑誌に写真が出る時は、大抵、ロックTシャツを着ている。ファッション雑誌の表紙を何度か飾っている。
ザ・コーツ解散時に彼が住んでいた笹塚の廃家は、霊感の強い友人曰く、霊の通り道になっており、甲本も数々の心霊現象を体験している。
大学時代、自分の住んでいるアパートの部屋の前に「ちびっこ広場」と書いた看板を作って立てていた。
インディーズ時代、アルバイト先のラーメン屋「珉亭」で出前をしていた。同じ時期に俳優の松重豊もアルバイトしており、松重とは現在も交流がある。松重とは同い年である。
甲本が周囲に薦めた事がきっかけで、バンドマンの間ではツアー中に兵庫から広島へ行く際、倉敷駅前にある「又一（またいち）」というラーメン屋に寄る事が定番となっている。ただし甲本は長らく店名を「ヌー」と勘違いしていた。
1981年5月、日本テレビ系列で放送されていた「スター誕生!」の前説にラウンド・アバウトで出演。甲本が生まれて初めて作った曲「Jump'in Jap 3-3-7」を演奏した。
ローリング・ストーンズ、ザ・フーが訪日すると、スケジュールを空けて、出来る限りライブを観に行っている。
ソロでイベントに出演する際、セックス・ピストルズの「アナーキー・イン・ザ・U.K.」を自作の日本語の歌詞をつけて歌うことが多い。
2005年に弟の雅裕がテレビ出演した際、雅裕は「（私生活は）僕より謙虚ですよ」と語っていた。
浅草キッドの水道橋博士とは岡山大学教育学部附属中学校の同級生で、ミュージシャンと芸人になってから再会して家族ぐるみの付き合いをしている友人である。当時の呼び方は「こうもったん」「小野君」。甲本は中学の同級生がたけし軍団に入っていることを甲本の高校と大学の先輩である大森うたえもんから教えられるが後に実際に会うまでその人物が「小野君」だと判っていなかった。水道橋曰く、「ヒロトはいつもの自然体で答える。対して、僕はタメ口で喋っていてもぎこちない」。
2009年5月の忌野清志郎の葬儀には、清志郎の最期の姿がステージ衣装であったことに敬意を込めて革ジャン姿で現れ、弔辞を述べた。
SPレコードのコレクターで戦前のブルースとエルヴィス・プレスリーの1950年代の作品が多い。蓄音機を所有している。
中学1年生のときにラジオで流れていたマンフレッド・マンの「ドゥ・ワ・ディディ・ディディ」を聞いて涙し、その後の歌い方に影響を受けている。
年末年始はヒロトの家で両親と弟と過ごす。

### 趣味
趣味でやっている覆面バンド「モンキー・アンクルズ」では、ベースを弾いている。
バイク好き（ハーレー・トライアンフ・ヤマハ・トリッカーに乗っている）。バイクを乗るきっかけとなったのは浮谷東次郎のがむしゃら1500キロという手記である。THE BLUE HEARTS時代から所有しているホンダ・モンキーZ50Zは現在も所有しているが現在は知人のバイク屋に置いてある。ザ・コーツ時代から乗っていたベスパはTHE BLUE HEARTS初期のライブMCで盗難されたと言っている。他にはヤマハ・SR400などにも乗っていた。
アニメ・特撮戦隊ヒーローモノも好き。特撮では上述の「バッテンロボ丸」騒動が有名。アニメでは、「タイムボカンシリーズ」（詳細後述）、「ドラえもん」、「いなかっぺ大将」を好む。『キン肉マン』も大好きで、「キン肉マン77の謎」の投稿超人コーナーに甲本が考案した超人「クアドロフェニア（名前はザ・フーのアルバム『四重人格（Quadrophenia）』から）」が掲載される。
プロレス・格闘技や映画が好き。同郷のプロレスラー田村潔司のジム「U-FILE CAMP」の創設期の会員(No.2)で、ジムに何度か通っていた。プロレス雑誌のKAMINOGEの表紙も飾っている。大食い番組が好き。
「ミュータント・タートルズ」や「ガンビー」などのフィギュアの収集をしている。
昆虫が好きで、ツツジコブハムシを飼育している。NHK教育テレビ「ギョギョッとサカナ★スター」に出演した際には甲本カブトと名乗り、司会のさかなクンと昆虫トークを繰り広げた。

#### タイムボカンシリーズ
タイムボカンシリーズの熱烈なファン。タイムボカンシリーズの再放送が見たいがために、バンドの練習に行きたくないと駄々をこねたことがあった。同シリーズの音楽担当である山本正之のファンでもあり、ザ・コーツ時代から親交を深めている。それが縁で山本のアルバムなどにコーラスとして参加するなどしている。
OVA「タイムボカン王道復古」に本名名義で声優として出演（「タイムパトロール隊オタスケマン」の三悪・オジャママンのコクピットメカ「オハヤシ星人」役。漫画家の奥谷かひろと共に、「オタスケマン」本編のように視聴者公募によって選ばれたという設定で）。
2000年には、「タイムボカン2000・怪盗きらめきマン」のエンディングテーマ「フララン ランデブー」（山本正之楽曲提供）を歌っている。
2005年に行われた「タイムボカン祭」にゲスト出演。
2009年上映の『ヤッターマン』の劇中歌『ヤッターキング2009』をクロマニヨンズとして担当。

## ディスコグラフィー
- 「The Weight」（石田長生アルバム『Juke Box』収録）[18]
- 「フララン ランデブー」（シングル『怪盗きらめきマン』収録、2000年5月24日）
  - 甲本ヒロト&ピンク・ピッギーズ名義。ピンク・ピッギーズについては山本正之の項を参照。「タイムボカン2000 怪盗きらめきマン」のエンディングテーマ。
- 「何にもなかった日」（三宅伸治 The Swamp Tramp名義アルバム『Music Planet～いいことがあるといいね～』収録、2000年12月6日）
  - 三宅伸治・斉藤和義・松崎ナオ・anna・仲野茂・木村充揮・仲井戸麗市・真島昌利が参加。収録曲は他に「世界は日の出を待っている」「My Sweet Lord」「Catch the Blues」「☆ロックンロール・プラネット☆」「ワンダフルX’mas」
- 『桜のころ』（シングル、2002年6月12日）
  - サッカー日本代表の応援ソングとしてリリース。作詞は甲本で、作曲は坂本龍一。ボーカルも甲本だがなぜか表記されていない。
- 「エルマー・エレベーター」（少年ナイフへのトリビュート・アルバム『少年ナイフ・トリビュート フォーク&スプーン』収録、2006年6月16日）
  - 「エルマー・エレベーター (Basement Tape)」も収録。
- 『真夏のストレート/天国うまれ』（シングル、2006年7月5日）
  - ギターのみならず、ベースやドラムス等ほぼ全てのパートを甲本1人で演奏。
  - また、「天国うまれ」には真島昌利がギターで参加している。
- 「Factory Girl」（ローリングストーンズへのトリビュート・アルバム『RESPECT THE STONES 2』収録、2007年9月5日）
- 「月がかっこいい」「たたえる歌」（三宅伸治のセルフ・トリビュート・アルバム『つづく』収録、2007年9月12日）
- 「よろこびのうた」（シングル、2007年10月31日）
  - 藤原いくろうとの合作で、「藤兵衛ドンと農民たち」名義。ベートーヴェンの「交響曲第9番」を手拍子や三味線にあわせて「あ～ね、の～ん」のベートーベンに合わせて歌う、民謡的な楽曲。しかしミュージック・ビデオも実際に難波田城資料館にて昔の農村をイメージした作りになっており、髪を結ったりはしていないが、当時の農民の喜びが描かれているようなつくりにもなっている。なお、ハイロウズの楽曲にも「よろこびの歌」が存在するが、こちらは真島の作詞・作曲である。
- 「ANARCHY IN THE BAYOU」（セックス・ピストルズへのトリビュート・アルバム『P・T・A! ～ピストルズ・トリビュート・アンセム～』収録、2009年3月25日）
  - Dr.kyOn & BLACK BOTTOM BRASS BAND featuring 甲本ヒロトとして参加
- 「夜空の誓い duet with 甲本ヒロト」（UAのカバー・アルバム『KABA』収録、2010年6月23日）
- 「汚職」（石田長生のトリビュート・アルバム『SONG OF Ishiyan』収録、2019年7月24日）

### ゲスト参加
- JUDY AND MARY「プラチナ」 （「MIRACLE DIVING」収録）
- 東京スカパラダイスオーケストラ（シングル「星降る夜に」にゲストボーカルとして参加）
- 忌野清志郎「Remember you」（「GOD」収録）
- THE NEATBEATS「ハーフ・パイント・ブルース」「DON'T YOU JUST KNOW IT Medley」（「BIG BEAT MIND!!」収録）
- THE BOHEMIANS avec ムッシュかまやつ「なればいい」（「THE SPIDER BEAT」収録）
- THE BAWDIES「1-2-5」（「THE SEVEN SEAS」収録）
- OKAMOTO'S「共犯者」（「ラブソング/共犯者」収録）
- THE PRIVATES「ROLLIN' STONE」（「Les beat」収録）
- 大竹しのぶ「乙女のワルツ」（「歌心 恋心」収録）
- 風とロックバンド「風とロックの主題歌」（「月刊 風とロック 創刊100号記念号」収録）
- ザ・コレクターズ「愛ある世界 -30th Anniversary Session-」（「愛ある世界」収録）

## 楽曲提供
- 宮沢りえ「ボーイフレンド」「恋が命中」作詞・作曲（1993年）
- 坂井真紀
  - 「ビーナス」作詞・作曲（1997年）
  - 「シャボン玉」作詞・作曲（1998年）
- 2丁拳銃「見せてごらん」作詞・作曲（1999年）
- あのねのね「∥（ひと）」作詞・作曲（2001年）
- PUFFY「モグラ」作詞・作曲（2006年）
- 木村充揮「プロフェッショナル」作詞・作曲（2006年）
- 中ノ森BAND「イソブラボー」作詞・作曲（2007年）
- シシド・カフカ「バネのうた」作詞・作曲（2015年）
- 大西ユカリ「ハルカロジ」作詞・作曲（2016年）
- 加山雄三「愛しのキャンディマン」作詞・作曲（2020年）

## 関連書籍
- 日曜日よりの使者の詩―甲本ヒロト全詞集（2007年1月、 ジービー）
- 「ジャパニーズ・ロックインタビュー集」（2010年、TOブックス発行）
- 陣野俊史『ザ・ブルーハーツ』（2020年、河出書房新社）